# ألتاير جربو
آلتايير خرابو (بالإسبانية: Altaír Jarabo)‏ واسمها الكامل آلتاير خرابو غارسيا (بالإسبانية: Altaír Jarabo García)‏ وهي ممثلة وعارضة أزياء مكسيكية ولدت في (7 أغسطس 1986) في مدينة مكسيكو عاصمة المكسيك. من أبرز المسلسلات التي شاركت فيها٬ مسلسل ماريانيلا وخطيئتي في سنة 2011.

## حياتها المهنية
كانت في بدايتها كعارضة أزياء في المكسيك.

## أعمالها التلفزية

### الأفلام
| العام | العنوان              | الأدوار                | الملاحظات    |
| ----- | -------------------- | ---------------------- | ------------ |
| 2009  | Me importas tú, y tú | ادريانا                | بداية الفيلم |
| 2014  | Volando Bajo         | Abigail Restrepo-Mares |              |

### المسلسلات
| العام        | العنوان                  | الأدوار                   | الملاحظات |
| ------------ | ------------------------ | ------------------------- | --- |
| 2002         | Súbete a mi moto         | غابي                      | Television debut |
| 2003         | Un nuevo amor            | خيمينا اترياغو            | Recurring role |
| 2004         | Inocente de ti           | إسيلا غونزالس             | Recurring role |
| 2005         | El amor no tiene precio  | فانيسا مونتي وفالي        | Recurring role |
| 2006–07      | Código postal            | أفروديتا كرفخال           | Co-lead role (200 episodes) |
| 2007         | Lola, érase una vez      | كاترين                    | |
| 2007–08      | Al diablo con los guapos | فاليريا بلمونتي آرانغو    | Co-lead role |
| 2008–09      | بيتي القبيحة             | كارمن                     | Uncredited - "Burning Questions" (الموسم 2, حلقة 15) - "Betty's Baby Bump" (الموسم 2, حلقة 16) - "In the Stars" (الموسم 3, حلقة 22) |
| 2008–09      | بإسم الحب                | رومينا موندراغون ريوس     | Series regular (169 episodes) |
| 2009         | خطيئتي                   | لورينا منديزابال          | Series regular (100 حلقة) |
| 2010–11      | ماريانيلا                | إليتيا بورتا-لوبيز ريفارو | Series regular |
| 2012         | هاوية العشق              | فلورينسيا لاندوتشي        | Series regular (127 حلقة) |
| 2013         | Mentir para vivir        | راكيل ليديسما             | Series regular (91 episodes) |
| 2015         | Que te perdone Dios      | ديانا مونتيرو             | Series regular (109 episodes) |
| 2015-present | العشق والسلطة            | TBA                       | Filming |

## روابط خارجية
- ألتاير جربو على موقع IMDb (الإنجليزية)
- ألتاير جربو على موقع قاعدة بيانات الفيلم (الإنجليزية)